# Тітіхінці
Тіті́хінці (рос. Титихинцы) — присілок у складі Слободського району Кіровської області, Росія. Входить до складу Шестаковського сільського поселення.
Населення становить 1 особа (2010, 9 у 2002).
Національний склад станом на 2002 рік — росіяни 89 %.